# محاضرات ريث

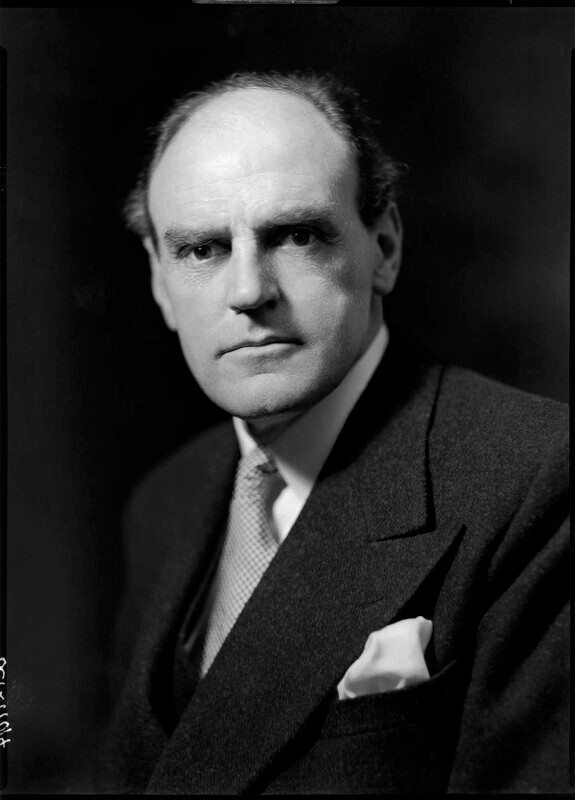
لورد ريث

محاضرات ريث سلسلة محاضرات إذاعية سنوية تلقيها شخصية بارزة تبث عن طريق بي بي سي وإذاعة بي بي سي 4 وخدمة بي بي سي العالمية.
بدأت هذه السلسة في عام 1948 تكريماً لمساهمة جون ريث المدير العام الأول للمؤسسة في خدمة البث العام.
تقوم هيئة الإذاعة البريطانية بشكل سنوية باستدعاء شخصية فكرية بارزة ليلقي مجموعة من المحاضرات عبر أثير الراديو للنقاش حول القضايا الهامة ذات الاهتمام المعاصر.